# BSA A65 Star
La BSA A65 Star était une moto fabriquée par la Birmingham Small Arms Company (BSA) équipée d'un bicylindre vertical à boîte de vitesses intégrée et destinée au marché nord américain. En plus de donner au moteur une apparence épurée, les passages de la tige faisant partie du bloc-cylindres, la boite de vitesses intégrée (unit construction) permettait de réduire les fuites d’huile. Une gamme de bicylindres A65 Star fut produite entre 1962 et 1972.

## Développement
À la fin des années 50 la Société Lucas prit la décision de changer sa production de composants électriques pour motos. Le passage des systèmes magnéto/dynamo aux alternateurs/bobines obligea les constructeurs de motos britanniques à repenser complètement leurs moteurs. Triumph et BSA saisirent l’occasion pour passer de la construction avec boite de vitesses séparée (pré-unit et semi-unit) à la construction avec boite de vitesses intégrée (unit), c’est-à-dire avec le moteur et la boîte de vitesses réunis dans un carter commun. Dans le même temps, Bob Fearon, directeur général de BSA, reconnut la nécessité d’une nouvelle moto d'apparence plus moderne reposant sur les meilleures caractéristiques des BSA A10. Ce qui permettrait de réussir commercialement sur le marché particulièrement concurrentiel américain mais potentiellement lucratif. En collaboration avec l’ingénieur en chef du développement, Bert Perrigo, il mit au point le bloc moteur avec boite de vitesses intégrée Star twins.
Quelques moteurs 650 cm3 Star twins furent produits entre 1962 et 1972, mais il s’agissait en réalité de développements de modèles anciens allégés. Peu de temps fut consacré aux tests et au développement, car BSA avait du mal à rester compétitif face aux modèles Triumph et aux motos japonaises émergentes. De grands panneaux latéraux furent installés sur la moto pour couvrir l'espace derrière le moteur ce qui contribuait à lui donner un aspect ancien. Cet aspect ancien était renforcé par les vibrations du moteur, même si les accélérations et la vitesse maximale de 100 mi/h (160,9 km/h) étaient bonnes.

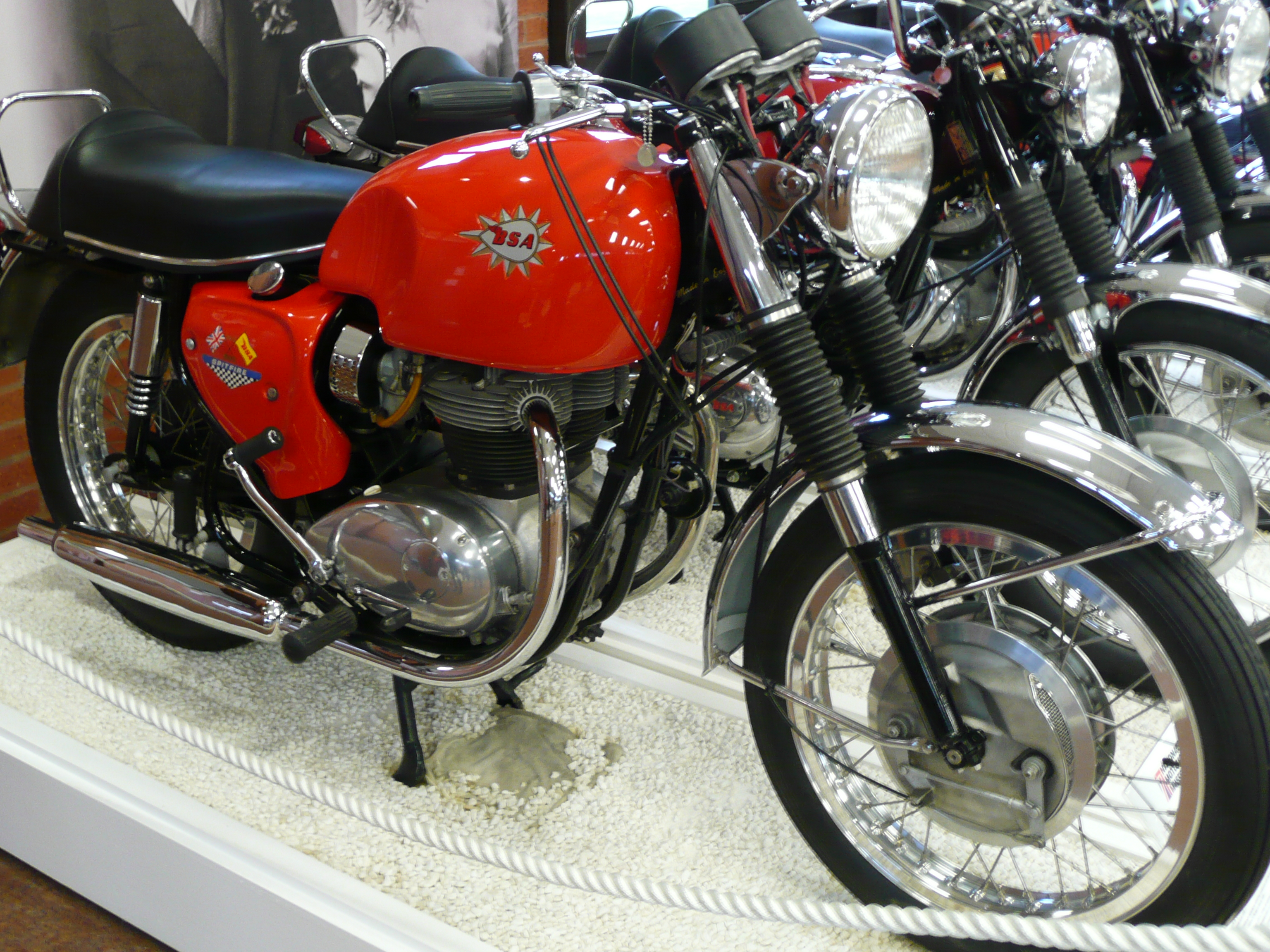
BSA Spitfire

En 1966 BSA introduisit le circuit électrique en douze volts et lança la BSA Spitfire, son haut de gamme, qui revendiquait une vitesse maximale de 120 mi/h (193,1 km/h). En 1967 BSA remporta un prix spécial du Queens Award to Industry. En 1969, 80% de la production de BSA était destinée aux États-Unis où les bicylindres 650 Star se vendaient bien avec quelques changements de style, notamment des guidons plus hauts et des réservoirs de carburant plus simples. En 1970, un nouveau concept 'oil in frame' (« huile dans le cadre ») fut adopté, qui s’avéra impopulaire chez les petits pilotes, car il augmentait la hauteur de selle. Ce problème fut réglé en 1972, mais à ce moment-là, BSA était confrontée à de graves difficultés financières et avait arrêté la production du bicylindre 650 Star, devenu obsolète.

## Voir également
- BSA A65 Rocket
- Liste des motos BSA
- Liste des motos des années 1960
- Liste des motos des années 1970